# Haus Arndt

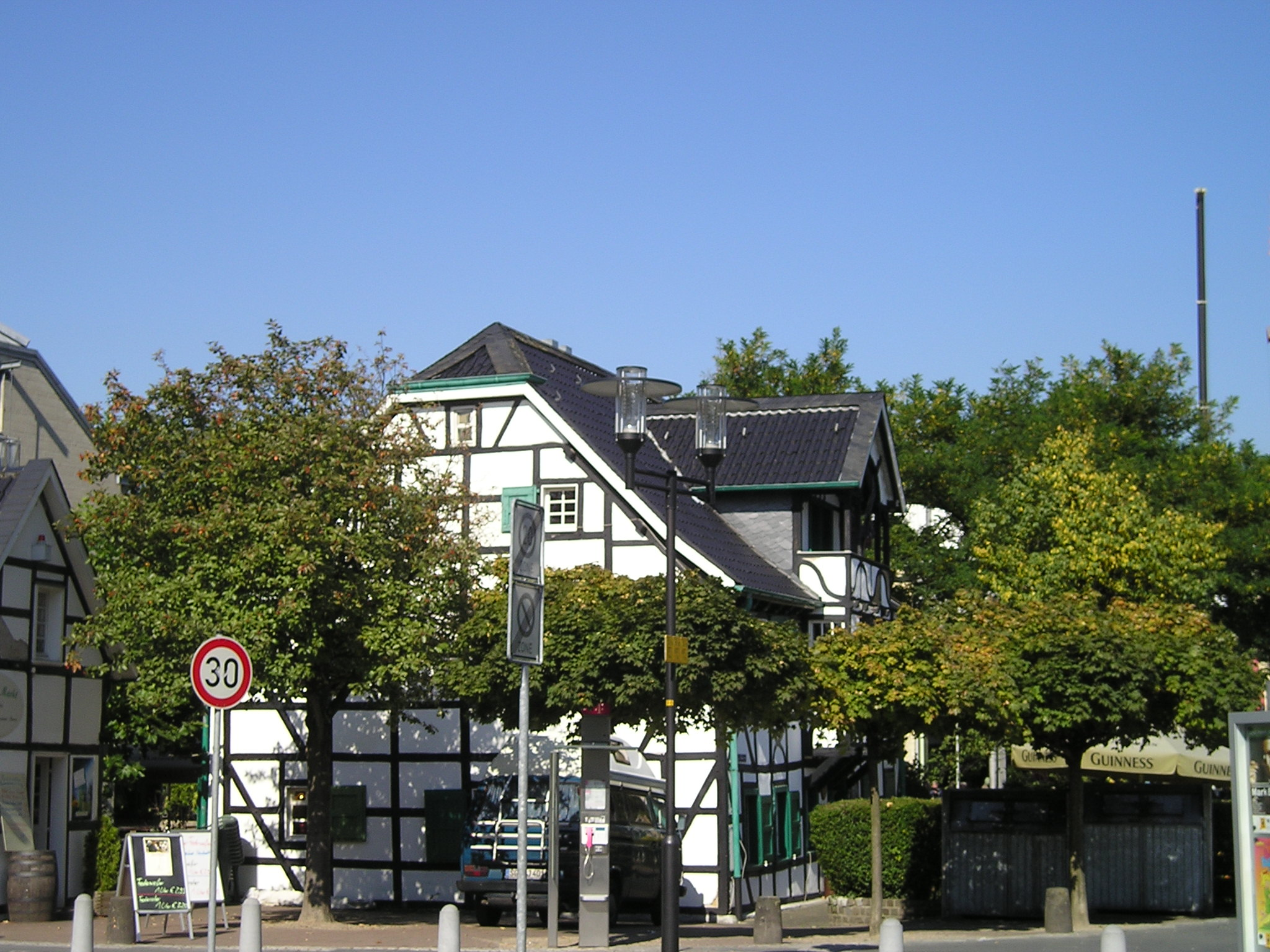
Baudenkmal Haus Arndt

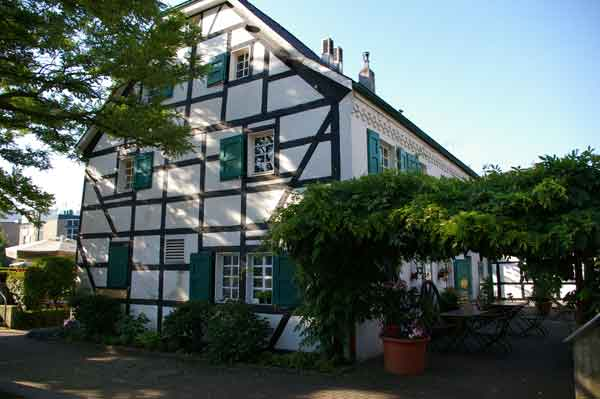
Haus Arndt, Immigrath-Ganspohl

Haus Arndt wird ein als Baudenkmal ausgezeichnetes Fachwerkhaus in Langenfeld-Immigrath am Ganspohl genannt.

## Lage und Beschreibung
In der Beschreibung der Stadt liest es sich wie folgt: "Haus Arndt mit Nebengebäude, Solinger Straße 2, inschriftlich datiert 1667, zweigeschossiges Fachwerkhaus, Krüppelwalmdach, vorgeblendeter Erker aus dem 20. Jahrhundert, erbaut im Schweizer Landhausstil. Zustand: Gut. Ausgezeichnet wurde das Haus im Übrigen im Jahre 1984. Das Haus liegt am hier Ganspohler Bach geheißenen Galkhauser Bach, der auch der Bachstraße ihren Namen gab. Heute wird der Bach verrohrt von der Stadthalle und dem Kulturzentrum aus bis zum Lilienthalweg geführt.

## Fragliches Baujahr
Während Görgens sowie der Umweltschutz und Verschönerungsverein die angegebene Jahreszahl 1667 für das Jahr der Errichtung des Gebäudes halten, hegt der Arbeitskreis Zweifel, weil sich die Liste der Eigentümer nur bis etwa 1810 zurückverfolgen lässt. Und Müller resümiert, dass das tatsächliche Alter des Hauses trotz der immer wieder genannten Jahreszahl „1667“ noch unbekannt sei.

## Geschichtliches
Sicher ist aufgrund einer Karte aus dem Jahre 1810, dass das Haus 1809 und 1810 bereits errichtet war. Damals bestand jedoch das linke Nebengebäude (heute Weinhandlung am Markt) nur in seinem hinteren Abschnitt. An Stelle des langgestreckten Gebäude auf der rechten Seite des Hofes, welche der Marktplatzbebauung im Januar 1989 weichen mussten, standen 1810 nur zwei kleinere Bauten. Für den ersten bekannten Eigentümer, einen Theodor Rey, lassen sich ab 1801 im Kirchenarchiv Geburten von Kindern nachweisen. Geboren wurde Theodor Rey wohl um 1781 und wird mutmaßlich um 1800 etwa 20-jährig geheiratet haben. Er betrieb den Bauernhof mit 50 Morgen Land und unterhielt mit nur einem Pferd zusätzlich einen kleinen Fuhrbetrieb. Insbesondere lieferte er aus seiner Kiesgrube dem Posthalter Wilhelm Lungstraß Baumaterial zur Ausbesserung der Straßenstrecken. Bekannt von Theodor Rey ist weiter seine Stellung als Beigeordneter und Gegenspieler des Bürgermeisters Johann Hubert Rosellen. Seiner möglichen Entlassung kam er durch Rücktritt zuvor. Aus dem privaten Bereich erwähnenswert ist noch die Heirat seiner Tochter Anna Maria Josepha Rey im Jahre 1833, deren Mutter als Elisabeth Engels benannt wird.
Im Jahre 1844 jedenfalls veräußert Theodor Rey das Haus an Peter Kleineick, Bäcker zu Ganspohl. Dieser vererbte das Haus seinem Sohn Wilhelm Kleineick Ackerer und dessen Gattin Mathilde Rey, geborene Keisinger. Sie betrieben das Haus mit seinen Nebengebäuden als Bauernhof, wobei sich im rechtsseitigen Teil Kuh- und Schweineställe befanden. Am 18. November 1898 wird das Anwesen schließlich an die Familie Arndt verkauft. Der Käufer des Hauses und Bauunternehmer Ludwig Arndt hatte 11 Kinder, von denen zwei früh starben. Er ersetzte das Lehmfachwerk durch Steinfachwerk und baute den Erker an. Zudem ließ er zwei Dachgauben zur Straßenseite hin entfernen. Sein Sohn Ernst Arndt (1887–1976) übernahm das Baugeschäft und nutzte den linken Teil des Hofes (heute Weinhandlung), welcher zeitweise als Pferdestall gedient hatte, zum Betrieb einer Schreinerei. Bis 1984 schließlich boten die rechtsseitigen Stallgebäude mit Erweiterungen Platz für 32 Garagen.
Haus Arndt lag an einer von nur vier Bachbrücken im Stadtgebiet, auf den zwei alte Handelswege zuliefen. Zum einen war es die Talstraße und damit der einstige Pfad vom Hucklenbruch aus kommend, der über die Richrather Straße nach Richrath führte. Dieser aus der Eisenzeit stammende Weg wurde Mauspfad genannt. Zum anderen verlief ein Weg von der Cölln-Düsseldorffer Mittelstation bei Haus Wagner über die Hauptstraße weiter nach Solingen und Elberfeld. Über diese zweite Verbindung wurde in der Neuzeit eine mit Postkutschen betriebene Postlinie geführt.
Heute wird das Haus auf drei Etagen gastronomisch genutzt. Die beiden oberen Geschosse dienen als Restaurant. Im Erdgeschoss befindet sich ein Pub.